# AFI 선정 영화 음악 25선
AFI 100년 시리즈의 일부인 AFI 선정 영화 음악 25선은 미국 영화에서 최고의 영화 음악 25곡을 선정하여 만든 목록이다. 이 목록은 2005년 미국 영화 연구소에서 발표했다.
존 윌리엄스는 E.T., 죠스, 그리고 1위로 선정된 스타워즈로 상위 25위 안에 3곡을 올렸다. 엘머 번스틴, 제리 골드스미스, 버나드 허먼, 맥스 스타이너는 각각 2곡씩 목록에 올랐다.
| #  | 영화 제목              | 연도 | 스튜디오                                      | 작곡가                 |
| -- | ---------------------- | ---- | --------------------------------------------- | ---------------------- |
| 1  | 스타워즈               | 1977 | 20세기 폭스, 루카스필름                       | 존 윌리엄스            |
| 2  | 바람과 함께 사라지다   | 1939 | MGM, 셀즈닉 국제 픽처스                       | 맥스 스타이너          |
| 3  | 아라비아의 로렌스      | 1962 | 컬럼비아, 호라이즌 픽처스                     | 모리스 자르            |
| 4  | 싸이코                 | 1960 | 파라마운트                                    | 버나드 허먼            |
| 5  | 대부                   | 1972 | 파라마운트                                    | 니노 로타              |
| 6  | 죠스                   | 1975 | 유니버설, 자눅 컴퍼니                         | 존 윌리엄스            |
| 7  | 로라                   | 1944 | 20세기 폭스                                   | 데이비드 락신          |
| 8  | 황야의 7인             | 1960 | 유나이티드 아티스츠, 미리시 컴퍼니            | 엘머 번스틴            |
| 9  | 차이나타운             | 1974 | 파라마운트                                    | 제리 골드스미스        |
| 10 | 하이 눈                | 1952 | 유나이티드 아티스츠, 스탠리 크레이머 프로덕션 | 디미트리 티옴킨        |
| 11 | 로빈 훗의 모험         | 1938 | 워너 브라더스                                 | 에리히 볼프강 코른골트 |
| 12 | 현기증                 | 1958 | 파라마운트                                    | 버나드 허먼            |
| 13 | 킹콩                   | 1933 | RKO                                           | 맥스 스타이너          |
| 14 | E.T.                   | 1982 | 유니버설                                      | 존 윌리엄스            |
| 15 | 아웃 오브 아프리카     | 1985 | 유니버설, 미라지 엔터프라이즈                 | 존 배리                |
| 16 | 선셋 대로              | 1950 | 파라마운트                                    | 프란츠 왁스만          |
| 17 | 알라바마 이야기        | 1962 | 유니버설                                      | 엘머 번스틴            |
| 18 | 혹성탈출               | 1968 | 20세기 폭스                                   | 제리 골드스미스        |
| 19 | 욕망이라는 이름의 전차 | 1951 | 워너 브라더스                                 | 알렉스 노스            |
| 20 | 핑크 팬더              | 1964 | 유나이티드 아티스츠, 미리시 컴퍼니            | 헨리 맨시니            |
| 21 | 벤허                   | 1959 | MGM                                           | 로저 미클로시          |
| 22 | 워터프론트             | 1954 | 컬럼비아, 호라이즌 픽처스                     | 레너드 번스타인        |
| 23 | 미션                   | 1986 | 워너 브라더스, 골드크레스트 필름스            | 엔니오 모리코네        |
| 24 | 황금 연못              | 1981 | 유니버설, ITC 엔터테인먼트                    | 데이브 그루신          |
| 25 | 서부 개척사            | 1962 | MGM, 시네라마 릴리징 코퍼레이션               | 앨프리드 뉴먼          |